# 甘汝亨
甘汝亨，字衢上，江西新建縣人。清朝初年政治人物。

## 生平
明崇禎十四年（1641年）辛巳選貢，崇禎十五年（1642年）壬午科順天鄉試舉人，與梁清標同榜。入清，梁清標任翰林，多次致書招之，甘汝亨僅酬答一次。順治壬辰，選永豐縣教諭，三年後卒。